# Boozoo Bajou
Boozoo Bajou ist ein deutsches DJ- und Produzenten-Duo, bestehend aus den Nürnberger Musikern Peter Heider und Florian Seyberth.
Ihre Musik kann man zwischen Downbeat/Lounge-, Dub-, Blues-, Jazz-, Soul- und Funk-Musik ansiedeln. Als musikalische Vorbilder werden King Tubby und Lee Perry genannt.

## Historie
Den bisher größten Erfolg feierten Boozoo Bajou mit ihrem Debüt-Album Satta, das 2001 veröffentlicht wurde. Ursprünglich spekulierte das Duo auf den Verkauf von 2000 Exemplaren; stattdessen wurden bis heute ca. 70.000 Tonträger verkauft. Viele Tracks des Erstlings tauchen immer wieder in Hörfunk und Fernsehen auf: So wurde die dreiteilige Wissenschafts-Dokumentation Expedition ins Gehirn zu großen Teilen musikalisch von Boozoo-Bajou-Titeln umrahmt. Außerdem bediente man sich 2006 des Songs Night Over Manaus des Debüt-Albums in einem Martini-TV-Werbespot mit George Clooney.
Nach diesem Erfolg trafen immer wieder Remix-Anfragen bei Boozoo Bajou ein. So wurden Remixe für den Rapper Common, Mary J. Blige, Mousse T., Henry Mancini, Nelly Furtado und auch für Richard Dorfmeisters Projekt Tosca erstellt.
Zusammen mit anderen Bands gewann Boozoo Bajou 2005 den European Tournee Support (ETS) der Europäischen Union. Mit Hilfe des ETS fördert (z. B. finanziell) Brüssel verheißungsvolle europäische Nachwuchsmusiker auf ihren Touren.
Die beiden Bandmitglieder sind weltweit auch als DJs in Clubs aktiv.

## Diskografie

### Alben
- 2001: Satta (Stereo Deluxe Records)
- 2004: Boozoo Bajou – "Remixes" '(Stereo Deluxe Records)
- 2005: Dust my Broom (!K7 Records)
- 2009: Grains (99999 (Alive) Records)
- 2010: Coming Home (Stereo Deluxe Records)
- 2014: 4 (Apollo Records)
- 2023: Finistère (Pilotton Records)

### EP
- 2013: Jan Mayen (Apollo Records)

### Singles
- Boozoo Bajou feat. Top Cat – Killer
- Boozoo Bajou feat. Joe Dukie & U-Brown – Take it Slow

### Sampler (kompiliert von Boozoo Bajou)
- 2003: Juke Joint (Stereo Deluxe Records)
- 2006: Juke Joint Vol. 2 (!K7 Records)

### Remixe
- Nelly Furtado – Try
- Henry Mancini – The Pink Panther Theme
- Tony Joe White – Rainy Night in Georgia
- Common & Mary J. Blige – Come Close
- Mousse T. – Gourmet de Funk (Peppermint Jam)
- Funky Lowlive – Bellaluna
- Tony Allen – Yoruba Road
- Tosca – Chocolate Elvis Soul Sufferer
- Trüby Trio – A Go Go